# Selatosomus aeripennis
Selatosomus aeripennis là một loài bọ cánh cứng trong họ Elateridae. Loài này được Kirby miêu tả khoa học năm 1837.